# اقتصاد تعاونی
اقتصاد تعاونی حوزه ای از اقتصاد است که شامل مطالعات تعاونی و اقتصاد سیاسی در جهت مطالعه و مدیریت شرکت‌های تعاونی می‌باشد.

## تاریخ
نظریه پردازان برجسته ای که در این زمینه همکاری کرده‌اند عبارتند از: رابرت اوون، پیر ژوزف پرودون، چارلز ژید، بئاتریس و سیدنی وب، JTW میچل، پیتر کروپوتکین پل لامبارت، نژاد متیوز، دیوید گریفیتس، و جی دی اچ کول. نظریه پردازان اضافی شامل جان استوارت میل، لورنس گرونلوند، للاند استنفورد، و نظریه‌های مدرن توسط بنجامین وارد، جاروسلاو وانک، دیوید الرمان، و آن میلفورد و راجر مک کین متفکران جدید دیگر شامل جویس روچیلد، جسیکا گوردون نمبارد، کوری روزن و همکارانش، ویلیام فوت وایت، گار آلپروویتس، سیمور ملمان، ماریو بانگه، ریچارد دی ولف و دیوید شوایکارت. در اروپا، مشارکت‌های مهمی از انگلستان و ایتالیا، به ویژه از طرف ویل بارتلت، ویرجینی پرووتین، برونو ژوزا، استفانو زاماگنی، کارلو بورزاگا، ژاک دفورنی و تام وینتر